# Локомотив (мини-футбольный клуб, Одесса)
МФК «Локомотив» Одесса — бывший украинский мини-футбольный клуб из Одессы. Был основан в июне 1993 года Анатолием Колдаковым. Один из самых титулованных клубов в истории украинского мини-футбола.

## История

### Украина
В июне 1993 года прославленный одесский футболист Анатолий Колдаков инициировал создание в Одессе первого в её истории профессионального мини-футбольного клуба. Финансовую поддержку команде оказал «NORD BANK» в лице Валерия Перминова. Команда получила название «Одесса-Норд», был сформирован штатный коллектив, приобретена экипировка и все необходимые для нормальной жизнедеятельности клуба атрибуты. 24 сентября 1993 года «Одесса-Норд» дебютировала в первенстве Украины среди команд первой лиги. Увы, но до этого исторического дня не дожил Анатолий Колдаков. 9 сентября с инсультом он был доставлен в больницу, где перенес ещё три инсульта. В редкие моменты, когда Анатолий Александрович приходил в сознание, все его вопросы касались команды. Он говорил: «Что бы там ни было, команда должна жить и побеждать».
Уже в первом своём сезоне «Одесса-Норд» удалось совершить восхождение в высшую лигу. В дебютном высшелиговом сезоне в клубе произошли исторические реорганизационные изменения. Команда перешла под юрисдикцию Одесской железной дороги и в декабре 1994 года был переименована в «Локомотив». Во втором круге сезона-1994/95 команду возглавил Валерий Водян, под руководством которого в сезоне-1995/96 «Локомотив» совершил революцию, свергнув с престола днепропетровский «Механизатор».
В том же сезоне одесситы впервые в своей истории сыграли в финале Кубка Украины, но повторно одолеть «Механизатор» не смогли, отложив реализацию тотального золотого плана (победа в чемпионате и Кубке страны в одном сезоне) на следующий год.
В сезоне-1996/97 равных «Локомотиву» на Украине не оказалось. Команда уверенно выиграла чемпионат и Кубок, впервые в своей истории сделав «золотой» дубль.
Год спустя история повторилась с той лишь разницей, что преимущество железнодорожников над соперниками многократно возросло. О команде стали слагать легенды, а подавляющее большинство соперников, приезжавших на календарные матчи в Одессу, ставили перед собой задачу не пропустить в свои ворота больше десяти мячей.
Своих последних чемпионских успехов «Локомотив» добивался на фоне финансового кризиса и отказа от дальнейшего содержания команды Одесской железной дороги.
18 апреля 1998 года «Локомотив» громко хлопнул дверью, в своём последнем в истории официальном матче растерзав макеевский «Уголек» — 28:4. Эта победа до сих пор является самой крупной в истории украинского мини-футбола.

### Международные соревнования
Первым и единственным международным клубным турниром «Локомотива» стал Турнир Европейских Чемпионов по мини-футболу, в 1997 году проходивший в Москве. Обыграв голландский «Вейерхус» (2:1), сыграв вничью с испанским «Бумерангом Интервью» (4:4) на групповом этапе и проиграв в полуфинале московской «Дине» (4:9), в матче за третье место одесситы вновь встретились с испанцами, которым на этот раз проиграли 3:5, заняв четвёртое место, за которое команда была награждена малыми бронзовыми медалями.

### Крах легендарной команды
Дебют на международной арене для «Локомотива» следует признать удачным. Было очевидно, что одесситы готовы к жесткой конкуренции с ведущими клубами Европы. Однако мечты тренерского штаба «Локомотива» во главе с Валерием Водяном по созданию в Одессе элитного европейского мини-футбольного клуба так и остались мечтами. Сразу после «золотого» сезона-1997/98 звездный состав команды был расформирован. Молодёжный состав перевели в первую лигу и после сезона-1998/99 «Локомотив» окончательно прекратил своё существование, оставив о себе лишь яркие воспоминания.

## Выступления в Чемпионатах Украины
| Сезон               | Лига                | Место               | И   | П   | Н  | П  | М       | О   |
| 1993/94             | Первая              | 3                   | 26  | 18  | 3  | 5  | 121-73  | 39  |
| 1994/95             | Высшая              | 9                   | 26  | 9   | 4  | 13 | 105-122 | 22  |
| 1995/96             | Высшая              | 1                   | 29  | 25  | 3  | 1  | 187-75  | 53  |
| 1996/97             | Высшая              | 1                   | 26  | 23  | 3  | 0  | 203-60  | 72  |
| 1997/98             | Высшая              | 1                   | 28  | 27  | 1  | 0  | 204-49  | 82  |
| 1998/99             | Первая              | 7 (зона А)          | 24  | 4   | 2  | 18 | 37-85   | 14  |
| Итого в первой лиге | Итого в первой лиге | Итого в первой лиге | 50  | 22  | 5  | 23 | 158-158 | 49  |
| Итого в высшей лиге | Итого в высшей лиге | Итого в высшей лиге | 109 | 84  | 11 | 14 | 699-306 | 179 |
| Итого за историю    | Итого за историю    | Итого за историю    | 159 | 106 | 16 | 37 | 857-464 | 228 |
| ------------------- | ------------------- | ------------------- | --- | --- | -- | -- | ------- | --- |

## Выступления в Кубке Украины
| Сезон   | Достижение                          | И  | П  | Н | П | М      |
| 1993/94 | 3 место в группе Б финального этапа | 4  | 2  | 0 | 2 | 19-20  |
| 1994/95 | Выход в 1/4 финала                  | 4  | 1  | 1 | 2 | 16-20  |
| 1995/96 | Выход в финал                       | 8  | 6  | 0 | 2 | 45-24  |
| 1996/97 | Победа в Кубке                      | 7  | 7  | 0 | 0 | 65-7   |
| 1997/98 | Победа в Кубке                      | 6  | 5  | 1 | 0 | 54-9   |
| Итого   | Итого                               | 29 | 21 | 2 | 6 | 199-80 |
| ------- | ----------------------------------- | -- | -- | - | - | ------ |

## Достижения
- Чемпион Украины (3): 1995/96, 1996/97, 1997/98
- Обладатель Кубка Украины (2): 1996/97, 1997/98
- Финалист Кубка Украины: 1995/96
- Обладатель малых бронзовых медалей Турнира Европейских Чемпионов : 1997
- Победитель международного турнира «Белая акация» (2) : 1996, 1997
- Победитель международного турнира «Киевская Русь»: 1995

## Рекорды
- Самая крупная победа: 28:4 («Уголек» Макеевка, 18 апреля 1998 года, Одесса)
- Самая крупная победа в чемпионатах Украины: 28:4 («Уголек» Макеевка, 18 апреля 1998 года, Одесса)
- Самая крупная победа в высшей лиге: 28:4 («Уголек» Макеевка, 18 апреля 1998 года, Одесса)
- Самая крупная победа в первой лиге: 9:0 («Металлист» Днепропетровск, 21 ноября 1993 года, Одесса)
- Самая крупная победа в Кубке Украины: 22:0 («Колос» Хлебодаровка, 19 декабря 1996 года, Одесса; АО «Рудня» Бровары, 12 февраля 1998 года, Одесса)
- Лучший бомбардир за историю клуба: 155 мячей — Сергей Коридзе
- Лучший бомбардир в чемпионатах Украины: 126 мячей — Сергей Коридзе
- Лучший бомбардир в Кубке Украины: 27 мячей — Сергей Коридзе

## Игроки «Локомотива» — лучшие бомбардиры официальных турниров
- Чемпионат мира-1996: Александр Москалюк — 10 мячей («Бронзовая бутса» за третье место в споре бомбардиров)
- Чемпионат Украины-1995/96: Сергей Коридзе — 43 мяча
- Кубок Украины-1995/96: Сергей Коридзе — 14 мячей
- Чемпионат Украины-1997/98: Сергей Коридзе — 51 мяч

## Все главные тренеры
- Валерий Ионыш
- Евгений Армер
- Валерий Водян

## Известные игроки
| - Сергей Коридзе - Олег Безуглый - Георгий Мельников - Игорь Москвичев - Виталий Сурич |  | - Максим Кондратюк - Владимир Трибой - Александр Косенко - Александр Москалюк - Сергей Москалюк |  | - Вадим Чередниченко - Геннадий Мирошниченко - Валерий Кардецкий - Александр Кабаненко - Сергей Гупаленко |  | - Кирилл Красий - Александр Дерик - Андрей Цветков - Алексей Юкель - Дмитрий Загородний |